# Myrmica forcipata
Myrmica forcipata är en myrart som beskrevs av Vladimir Aphanasjevich Karavaiev 1931. Myrmica forcipata ingår i släktet rödmyror, och familjen myror. Inga underarter finns listade i Catalogue of Life.